# JIBS Student Association
JIBS Student Association (JSA) är studentföreningen vid Jönköping International Business Schools och samlar fackhögskolans studenter. Det är den enda studentföreningen vid Högskolan i Jönköping som endast bedriver verksamhet på engelska. JSA:s medlemmar kallas JIBS:are eller grönbyxor efter sina gröna overaller. Studentföreningen är den med flest aktiva kommittéer vid Högskolan i Jönköping.
Studentföreningarna vid Högskolan i Jönköping fungerar som små studentkårer och är överlag oberoende organisationer. De får dock sin auktoritet och ställning som officiell studentrepresentant genom ett kontrakt med Jönköping Student Union som delegerar ansvaret för fackhögskolespecifika ärenden till studentföreningen.

## Mästerier
Sexkreation (SexK) är JSA:s sexmästeri och ansvarar för sittningar, overallceremoni och inspark vid Jönköping International Business School.
Jubel är en pub på JIBS som är öppen alla onsdagar mellan fyra och åtta på eftermiddagen. Puben är en populär mötesplats för JIBS studenter, som ofta möts upp där innan de går på förfest inför Akademin. Pubverksamheten bedrivs i samarbeta med en privat aktör. Volontärerna som jobbar i studentpuben bedriver vad som i allmänhet brukar anses pubmästeriverksamhet, det vill säga sittningar och pubverksamhet.

## Studiesocialt
- Case Academy: är ett samarbete mellan JSA och olika företag. Syftet är att låta studenter gå in och lösa problem för företag.
- JIBS United Magazin: är fackkårens officiella tidning som kommer ut tre gånger om året.
- Ball Committee: ansvarar för vinter- och sommarbanketterna vid JIBS.
- Entrepreneurship Academy: driver inspirations-workshops och hjälper studenter att komma igång med sina företagsidéer. Organisationen samarbetar med Science Park som är en lokal start up incubator.
- Investment Club: bedriver utbildningsverksamhet för studenter som är intresserade av investeringar. Organisationen har ett eget rum på högskolan som heter Nordnet Trading Room som har sponsrats av Nordnet Bank där dessa projekt är pågående:
- Analytix
- Capital Management
- Investment for Beginners

- NextStep: är en karriärmässa som anordnas varje februari av JSA.
- Spring Inspiration: är den största student fashion-showen i Norden och anordnas varje vår av JSA. Projektet består av sju olika team som ansvarar för allt ifrån sponsorsamarbeten till marknadsföring.